# Andrés Mitrovic
Andrés Mitrovic, né le 21 mai 1921, à Iquique, au Chili et décédé le 12 juillet 2008, est un ancien joueur chilien de basket-ball.